# Wyrok końcowy
Wyrok końcowy – ostatni wyrok w sprawie, wydany po wyroku częściowym (wyrokach częściowych). W wyroku końcowym orzeka się o kosztach procesu.